# Alphabet romique
L’alphabet romique est une transcription phonétique proposée par Henry Sweet en 1877 comme réforme de l’écriture de l’anglais. Il a servi de base pour l’alphabet phonétique international de Paul Passy. Ses particularités sont que les lettres ont les valeurs du latin (ou du vieil anglais) au lieu des multiples sons que les lettres représentent en anglais, que chaque son a un symbole propre et que chaque symbole représente un seul son, ou encore qu’il n’y a pas de lettres majuscules. Pour représenter les sons propres à l’anglais, Sweet utilise le renversement (‹ ə, ɔ ›), la mise en italique ou l’emprunt de lettres à l’anglo-saxon (e dans l’a ‹ æ ›, eth ‹ ð ›) ou au grec (théta ‹ θ ›).

## Tableau des consonnes
|              | Lab.   | Dent. | Alv.   | P-alv. | Pal.  | Vel.   | Glot. |
| ------------ | ------ | ----- | ------ | ------ | ----- | ------ | ----- |
| Nasale       | mh · m |       | nh · n |        |       | qh · q |       |
| Occl.        | p · b  | ·     | t · d  | ·      | c · j | k · g  | x ·   |
| Fricative    | f · v  | θ · ð | s · z  | ʃ · ʒ  | ·     | ·      | ·     |
| Latérale     |        |       | lh · l |        |       |        |       |
| Rhotique     |        |       | rh · r |        |       |        |       |
| Semi-voyelle |        |       |        |        |       | wh · w |       |

## Tableaux des voyelles courtes
|        | ant.          | centr.          | post.          |
| ------ | ------------- | --------------- | -------------- |
| Haute  | i · y (i · y) | ih · uh (ï · ü) | Ɐ · u (ɤ? · u) |
| Moyen. | e · ə (e · ø) | eh · oh (ë · ö) | ɐ · o (ʌ? · o) |
| Basse  | æ · œ (ɛ · œ) | æh · ɔh (ɛ̈ · ɔ̈) | ɒ · ɔ (? · ɔ)  |

Elles sont définies par Henry Sweet comme ceci:
- i: français fini, e: français été, æ: anglais air, occasionnellement anglais end
- y: français lune, ə: français peu, œ: français peur
- ih: gallois du nord taɡu, eh: allemand Gabe, æh: anglais bird
- uh: suédois hus, oh & ɔh (NA)
- Ɐ variété de ɐ, ɐ: anglais but, ɒ: occasionnellement écossais but
- u: français sou
- o: allemand so:
- ɔ: anglais saw

## Tableau des voyelles longues
|        | ant.          | centr.          | post.         |
| ------ | ------------- | --------------- | ------------- |
| Haute  | i · y (ɪ · ʏ) | ih · uh (ɪ̈ · ʊ̈) | ᴀ · u (? · ʊ) |
| Moyen. | e · ə (e̞ · ø̞) | eh · oh (ə · ɵ) | a · o (ɑ · o̞) |
| Basse  | æ · œ (æ · )  | æh · ɔh (a · )  | ɑ · ɔ (ä · ɒ) |

Voici la longueur des voyelles définies par Henri Sweet:
- i : anglais bit, e: danois træ, occasionnellement anglais end, pity, æ: anglais man
- y : allemand schützen, ə allemand du nord schön, œ (NA)
- ih: occasionnellement anglais pretty, eh: début de l'anglais eye [ehih], æh: début de l'anglais how [æhoh]
- uh : suédois upp, oh: français homme, ɔh (NA)
- ᴀ : variété de ɐ, a: anglais father, ɑ: écossais & et grand Londres father
- u : anglais full, o: allemand du nord stock, ɔ: anglais not

La durée de la voyelles est indiquée avec ‹ ɪ ›, comme dans ‹ iɪ › ([iː]) et ‹ uɪ › ([uː]); la nasalisation est indiquée avec l’italique, comme dans ‹ an › ou les quatre voyelles nasales françaises, ‹ ɑq oq æq œq ›.